# Colle di Beixalís
Il colle di Beixalís (in catalano Collada de Beixalís) è un valico pirenaico alla quota di 1.795 metri s.l.m. situato nel territorio di Andorra.

## Descrizione
Il passo collega la cittadina di Encamp con il villaggio di Anyós, e quindi la parrocchia di Encamp con quella di La Massana. Collega le valli Valira d'Orient e Valira del Nord.
Questo passo fa parte dei percorsi delle strade CS-210 e CS-310. Questi due percorsi sono continui, ma hanno nomi diversi a seconda delle parrocchie che attraversano.